# Os ethmoïde

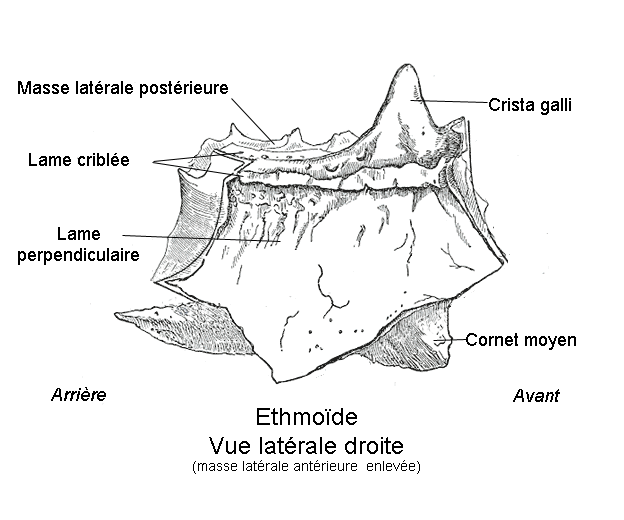
Ethmoïde. Vue latérale.

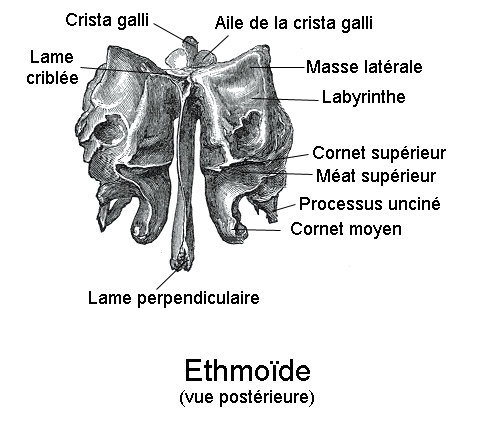
Ethmoïde. Vue postérieure.

Os ethmoïde (en rouge).

L’os ethmoïde (du grec ἠθμοειδής / ēthmoeidḗs, « percé comme un crible ») est un os médian de la base du crâne, il se trouve sous l’échancrure ethmoïdale de l’os frontal.
Il appartient aussi à la paroi médiale de l’orbite et aux parois médiales latérales des fosses nasales.
Il est composé de quatre parties : la lame verticale ou perpendiculaire, la lame criblée horizontale et deux masses latérales. On décrit parfois sa forme complexe et particulière comme un « voyageur portant des valises ». Il fait partie des os irréguliers et plus précisément des os pneumatiques.
Il peut être le siège d'une infection, l'ethmoïdite.

## Description

### Lame verticale
Elle est composée de deux segments, l'un au-dessus de la lame criblée (segment crânien) l'autre au-dessous (segment nasal):
- le segment supérieur crânien forme en avant le processus crista galli, point d'attache de la faux du cerveau. Le segment crânien est orienté dans un plan sagittal antéro-postèrieur : base inférieure, sommet postérieur, 2 faces latérales ;
- le segment extracrânien (nasal) forme la partie haute de la cloison des fosses nasales. Le segment nasal est pentagonal.

### Lame horizontale ou criblée
Elle est perforée par de nombreux orifices dans lesquels passent les filets nerveux des voies olfactives: les cellules bipolaires de Schultze.
Elle comprend une face supérieure endocrânienne au contact du nerf olfactif, première paire de nerf crânien (I) et une face inférieure ou nasale.
Le bord postérieur est articulé avec la selle turcique et le corps de l'os sphénoïde.
Le bord antérieur est articulé avec l'os frontal.

### Masses latérales
Ce sont deux blocs parallélépipédiques appendus à la lame criblée (l'ethmoïde est souvent comparé à un catamaran).
Elles sont creusées par les cellules ethmoïdales : cavités aériques en taille et nombre variables, formant un labyrinthe systématisé par les racines cloisonnantes de certains reliefs de la face médiale (cornets, processus unciforme, bulle ethmoïdale).
On leur décrit six faces chacune :
- face médiale ou nasale: irrégulière, marquée par des reliefs, porte les cornets supérieur et moyen qui sont les lames osseuses en forme de conques délimitant les méats supérieur et moyen où s'ouvrent les ostiums des sinus paranasaux ;
- face latérale ou orbitaire: appartient à la paroi médiale de l'orbite, appelé aussi os planum ;
- face antérieure ou maxillaire: articulée avec le processus frontal du maxillaire ;
- face postérieure ou sphénoïdale: articulée avec le sphénoïde ;
- face supérieure ou endocrânienne: s'articule avec la partie ethmoïdale de la face exocrânienne de l'os frontal ;
- face inférieure ou maxillaire: articulaire avec le maxillaire en avant, le palatin en arrière.

## Embryologie
L'os ethmoïde est d'origine cartilagineuse avec 4 points d'ossification : 2 points latéraux au niveau des labyrinthes ethmoïdaux et 2 points médians au niveau de la lame verticale.
Les 2 points latéraux s'ossifient au cours du 4e mois de grossesse et les 2 points médians s'ossifient ente 6 mois et 1 an.
Les cellules ethmoïdales se forment vers 5 ans et l'os ethmoïde s'ossifie complètement vers 6 ans.

## Galerie

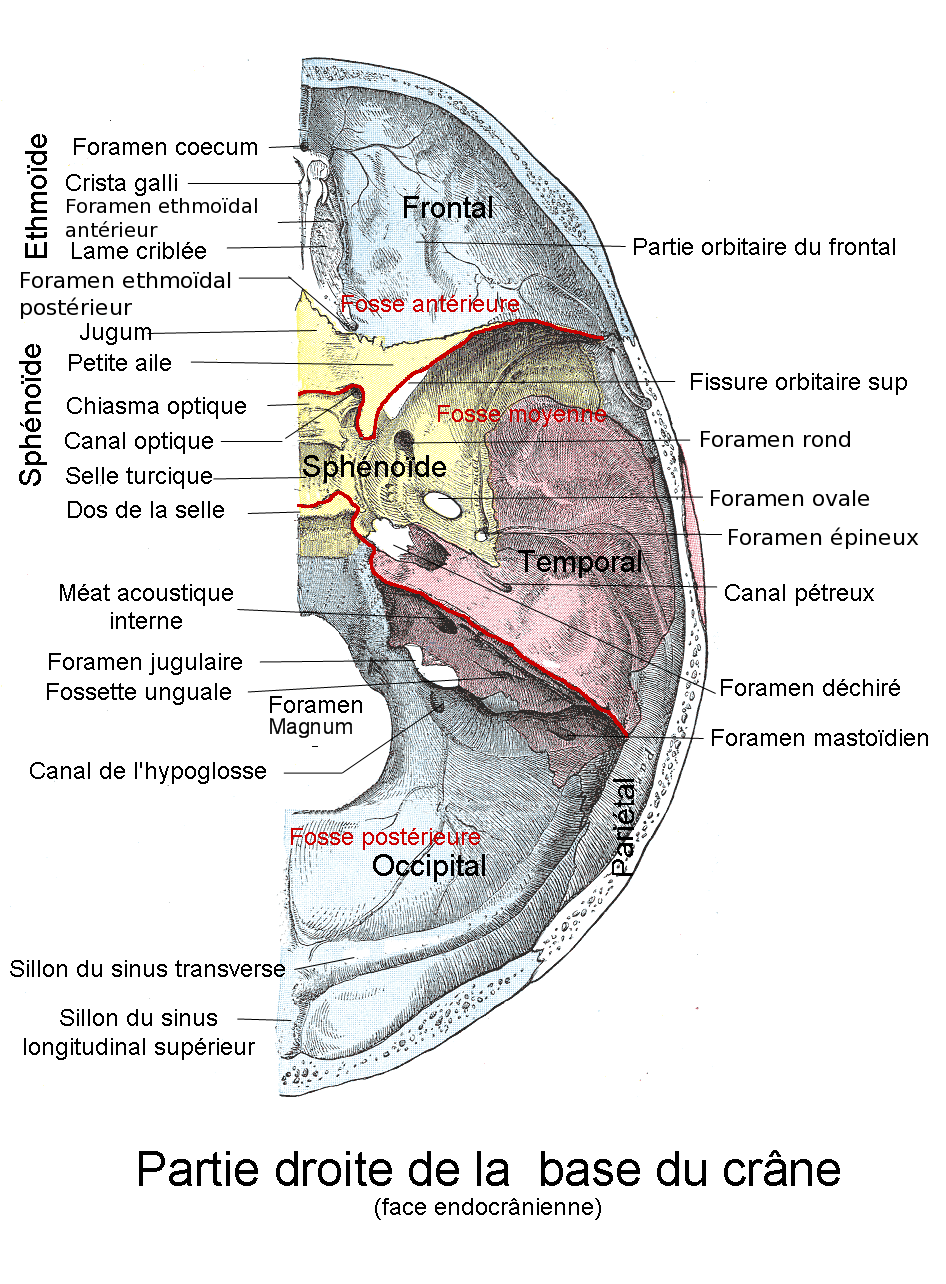
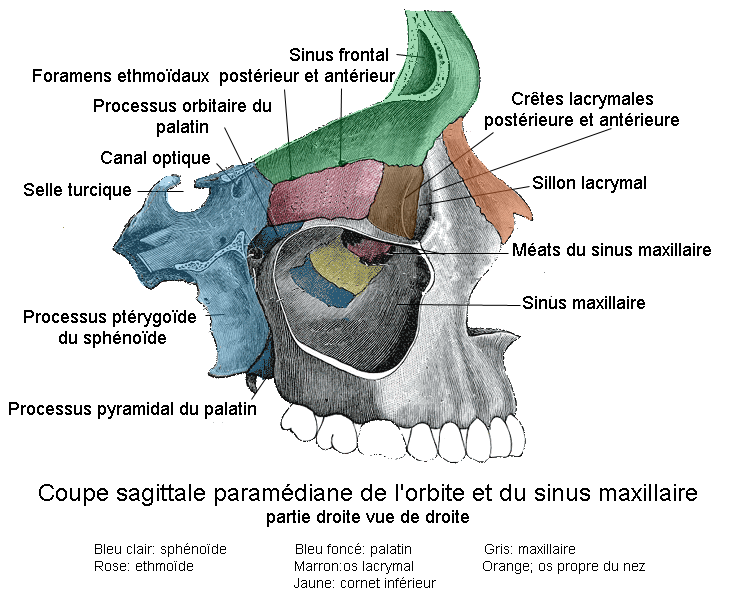
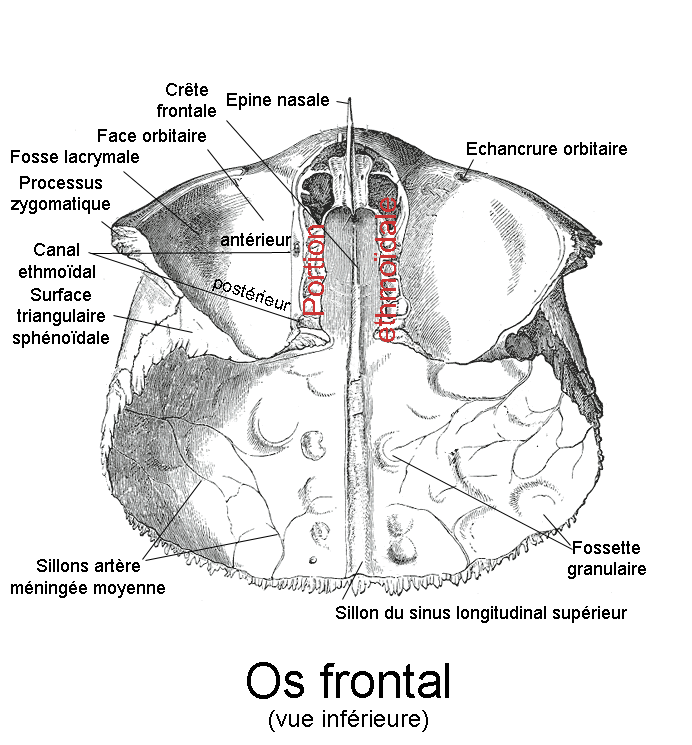